# Te Araroa (ville)
Pour les articles homonymes, voir Te Araroa.
Te Araroa est une petite ville rurale côtière située à environ 175 km au nord de Gisborne en Nouvelle-Zélande, le long de l'autoroute nationale 35, entre Tokata et Awatere. Le célèbre homme politique néo-zélandais Apirana Ngata y est né. La principale nation maori (iwi) y est le Ngāti Porou.

## Équipements
La cité comporte un centre médical, des commerces, une caserne de pompiers et un poste de police, et un établissement scolaire de 13 classes qui accueillait 103 ėlèves début 2019. Les équipements sportifs comprennent terrains de jeux, de rugby et skatepark.

## Principaux sites et monuments
Au centre-ville se trouve la salle d’assemblée Hinerupe Marae de plusieurs clans (hapū) de la nation Ngāti Porou,. Quatre autres marae existent aussi dans la vallée.